# 倉吉市立高城小学校
倉吉市立高城小学校（くらよししりつ たかしろしょうがっこう）は、かつて鳥取県倉吉市上福田にあった公立小学校。

## 沿革
- 1876年（明治9年）4月20日 - 志村谷学校設立、河来見分校・大立分校併設[1]。
- 1891年（明治24年） - 簡易科・尋常科・高等科・中等予備科を設置。
- 1893年（明治26年）2月 - 上福田尋常小学校と改称、簡易小学校を設置。
- 1893年（明治26年）10月 - 河来見分校、大洪水で流失のため明治28年3月まで閉校。
- 1895年（明治28年）4月 - 河来見分校、建築竣工。
- 1900年（明治33年）4月1日 - 高等科併置、上福田尋常高等小学校と改称。
- 1917年（大正6年）11月 - 高城尋常高等小学校と改称。
- 1921年（大正10年）4月 - 現在地に移転。
- 1941年（昭和16年）4月1日 - 国民学校令により高城国民学校と改称。
- 1947年（昭和22年）4月1日 - 学制改革により高城村立高城小学校と改称。
- 1953年（昭和28年）10月1日 - 町村合併により市制施行し倉吉市発足に伴い、倉吉市立高城小学校と改称。
- 1962年（昭和37年）7月 - 集団赤痢が発生。児童および家族など患者、保菌者307人に達した[2]。
- 1968年（昭和43年） - 大立分校を閉校。
- 1972年（昭和47年） - 河来見分校改築竣工。
- 2003年（平成15年） - 河来見分校、在校児童ゼロとなり事実上の休校。
- 2012年（平成24年）8月12日 - 河来見分校閉校式挙行。
- 2024年（令和6年）3月31日 - 倉吉市立北谷小学校と統合のため閉校。

## 通学区域
- 下米積、上米積、下福田、上福田、今在家、服部、桜、河来見、福積、岡、大立、上大立、般若、椋波、立見[3]

## 進学先中学校
- 倉吉市立久米中学校

## 交通アクセス
- JR山陰本線 倉吉駅前：日ノ丸バス高城線「高城小前」バス停下車。

## 河来見分校
河来見分校（かわくるみぶんこう）は、かつて鳥取県倉吉市河来見にあった高城小学校の分校。
2003年度以降、在籍児童ゼロとなり休校。将来的に新入生の見通しも無く、倉吉市教委は2011年度末で廃止を決めた。
川岸の上に校舎があり崩落し危険な状態のため、2012年に解体された。

### 写真

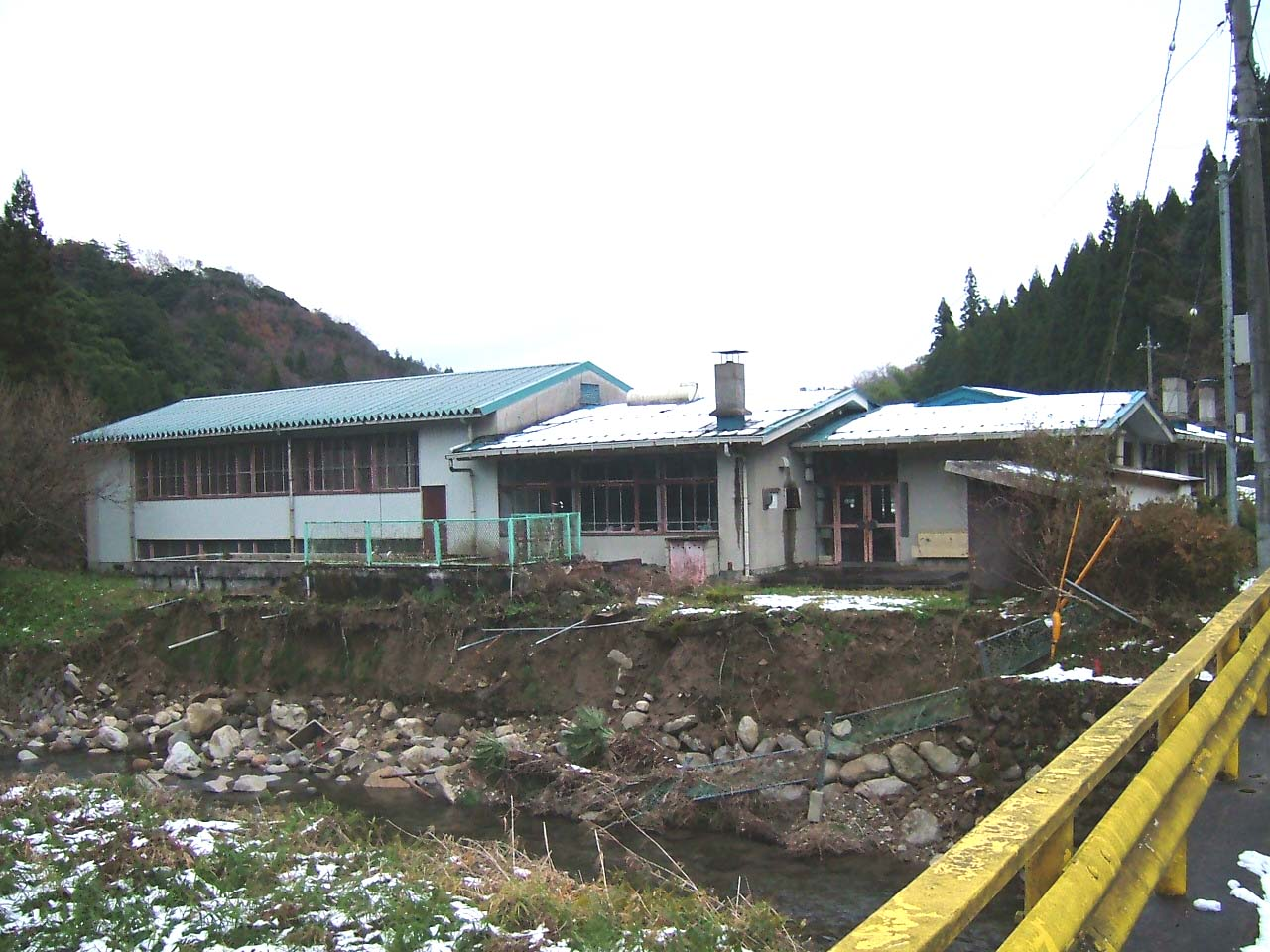
正面
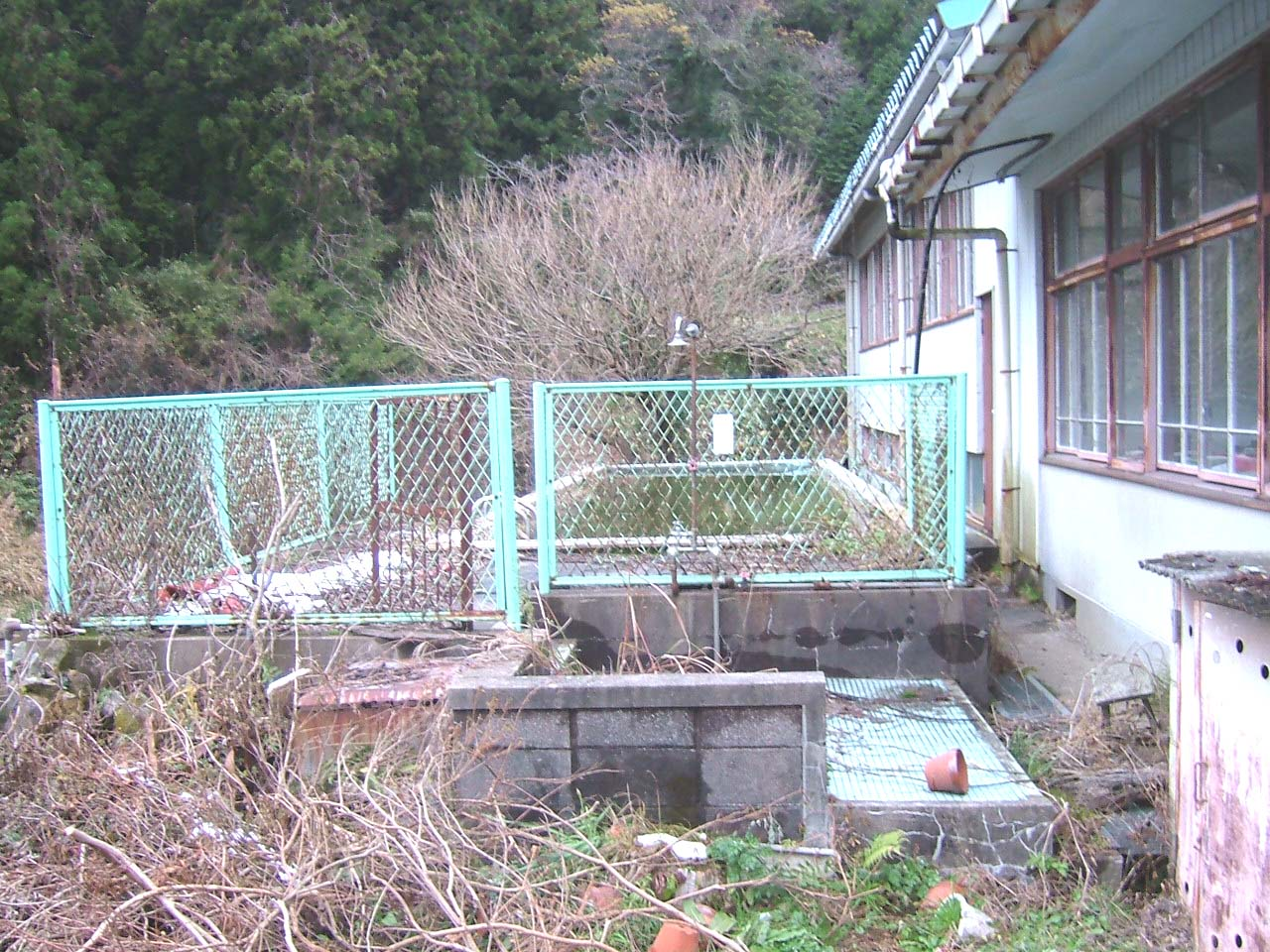
ミニサイズのプール
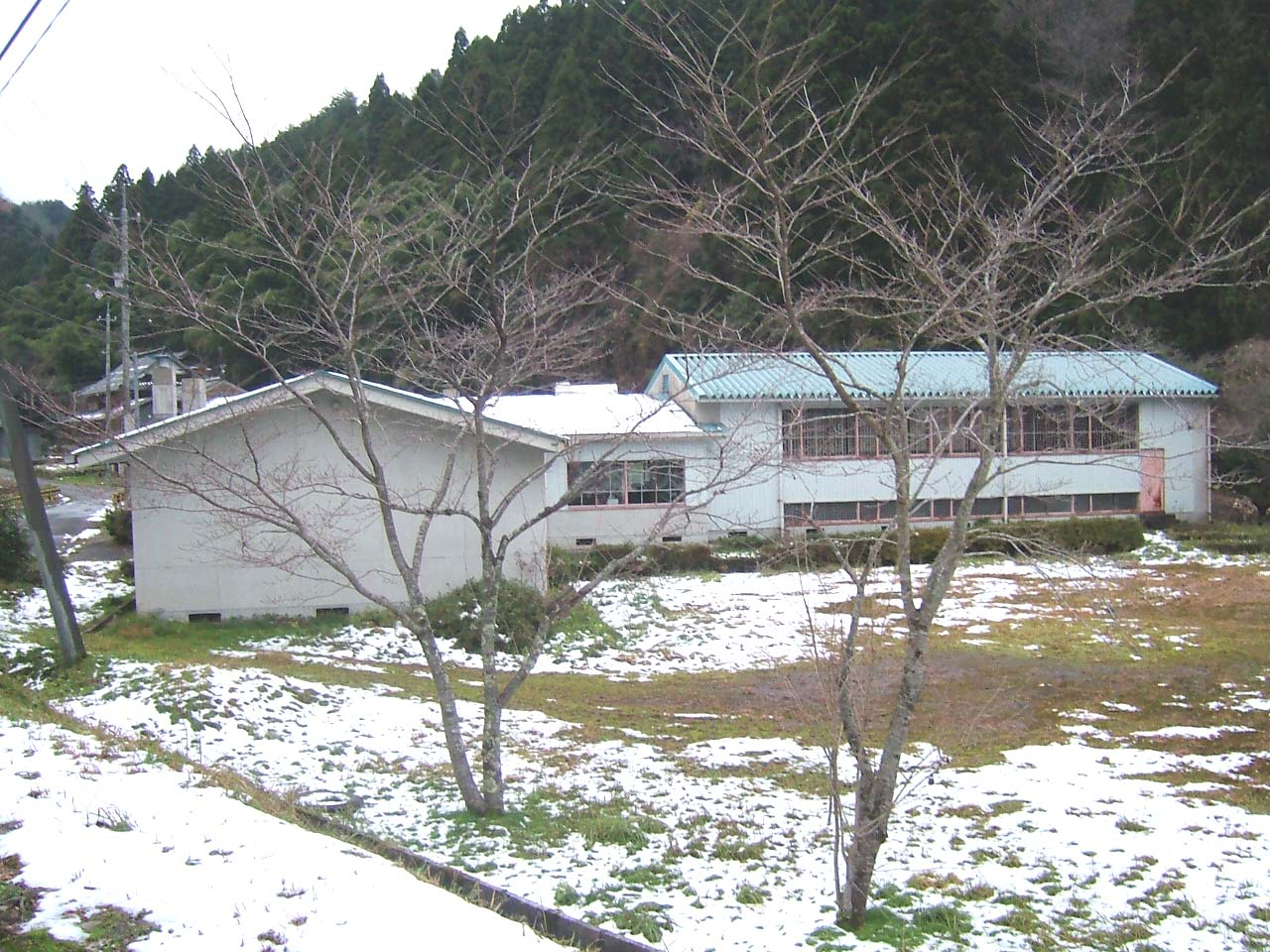
運動場